# Білецький Дмитро Матвійович
Дмитро Матвійович Білецький (20 квітня 1915, Русалівка — 8 червня 1989, Суми) — український літературознавець. Доктор філологічних наук (1974), професор (1976).

## Життєпис
Дмитро Матвійович Білецький народився 20 квітня 1915 року в селі Русалівка Черкаської області. 1937 року закінчив мовний факультет Миколаївського педагогічного інституту.
З 1934 по 1937 рік працював учителем української мови та літератури ри в середніх школах Миколаєва. З 1937 року працював учителем російської мови та літ-ри в школі робітн. молоді цього міста, серед. школи № 1 м. Жашківу. У 1938—1939 роках — у педагогічних інститутах Черкас і Кременчука. Брав участь у Німецько-радянській війні. З 1945 року — у Сумському державному педагогічному інституті імені Макаренка. У 1950—1953 роках — на посаді декану факультету української літератури в Херсонському педагогічному інституті, у 1953—1963 роках — доцент кафедри української літератури Кіровоградського педагогічного інституту, з 1963 року — доцент та професор Чернівецького університету. У 1977—1982 роках — завідувач кафедрою української літератури СДПІ ім. Макаренка.
Автор наукових досліджень в галузі української літератури XIX—XX століть, а також низки статей про дитячу літературу, творчість Тараса Шевченка, Івана Франка, Лесі Українки, Панаса Мирного, Михайла Коцюбинського, Івана Нечуя-Левицького, Павла Тичини, Олеся Гончара, Андрія Малишка, Ммхайла Стельмаха, Оксани Іваненко, Платона Воронька та інших.
Помер 8 червня 1989 року в місті Суми.